# أنس أونال
أنس أونال (تركية: Enes Ünal؛ مواليد 10 مايو 1997) هو لاعب كرة قدم تركي محترف يجيد اللعب كمهاجم لصالح نادي تفينتي معاراً من مانشستر سيتي. سجل في أول ظهور له في الدوري التركي الممتاز يوم 25 أغسطس 2013 مع بورصا سبور ضد غلطة سراي، مما جعله أصغر لاعب يحرز هدف في الدرجة الممتازة لتركيا. كدولي على مستويات عدة للشباب، حصل على أول مباراة مع منتخب الكبار في 31 مارس 2015 في مباراة ودية ضد لوكسمبورغ.

## روابط خارجية
- أنس أونال على موقع الاتحاد الدولي (مؤرشف)  (الإنجليزية)
- أنس أونال على موقع الاتحاد الأوربي (الإنجليزية)
- أنس أونال على موقع اتحاد تركيا (لاعب) (الإنجليزية)
- أنس أونال على موقع قاعدة بيانات كرة القدم.إي يو (الإنجليزية)
- أنس أونال على موقع ناشيونال فوتبول تيمز (الإنجليزية)
- أنس أونال على موقع Soccerbase.com (لاعب) (الإنجليزية)
- أنس أونال على موقع Soccerway.com (الإنجليزية)
- أنس أونال على موقع عالم كرة القدم.نت (الإنجليزية)
- أنس أونال على موقع AS.com (الإسبانية)